# Осада Парижа (1429)
Осада Парижа (фр. Siège de Paris) — неудачная осада Парижа войсками короля Карла VII и Жанны д’Арк в сентябре 1429 года, во время Столетней войны.
Французские войска численностью около 10 000 человек пытались штурмом взять укрепления Парижа, который обороняли английские солдаты кардинала Винчестера и пикардийцы капитана Л’Иль-Адама. После штурма 8 сентября, в ходе которого Жанна была ранена стрелой, французы отступили. Сражение стало первым поражением Жанны д’Арк, после которого она фактически отошла от управления армией. Историк Анри Куже считает причинами неудачи плохую подготовленность войска и саму «импровизированность» атаки, которую даже отказывается признать штурмом.

## Предыстория

### Гражданская война во Франции
Уверенные победы над англичанами, одержанные королём Карлом V Мудрым и практически полное их изгнание с французской территории позволяли надеяться, что Столетняя война движется к завершению и, безусловно, победа останется на стороне французов. Однако скоропостижная смерть короля в 1380 году, малолетство, а затем буйное помешательство его сына, Карла VI Возлюбленного, поставили страну на грань катастрофы. При новом короле немедленно начались интриги, вылившиеся в непримиримую борьбу за власть между двумя придворными партиями, получившими название арманьяков (по имени самого известного своего руководителя — графа Бернара д’Арманьяка) и бургиньонов (их предводителями были герцоги Бургундские).
В начале противостояния, пока жив был старый герцог Бургундский Филипп Смелый, дядя Карла VI, бывший также одним из регентов при безумном короле, дело не заходило дальше интриг, попыток поставить «своих» людей на ключевые государственные посты и бряцания оружием. Старый герцог, несомненно, проигрывал в ловкости и умении плести интриги младшему брату короля Людовику Орлеанскому, ставшему первым главой противоборствующей партии. Неизвестно, чем кончилось бы их соперничество, но Филипп Смелый скоропостижно скончался, и герцогскую корону принял его сын, известный под именем Жана Бесстрашного. Как слишком дальний родственник короля, не имевший права ни на посты, ни на доходы своего отца при дворе, и, будучи не в состоянии тягаться с Людовиком Орлеанским в умении плести интриги, он предпочёл решить проблему простейшим путём — расправиться с соперником руками наёмных убийц. Людовика подстерегли вечером на улице, когда он, по слухам, возвращался со свидания с королевой Изабеллой, и зарубили насмерть.
Долгожданной победы герцогу Бургундскому это не принесло; место погибшего занял его сын — Карл Орлеанский, фактическим же руководителем партии при неопытном юноше стал последний из оставшихся в живых дядей короля — Жан Беррийский, который не смог найти общего языка с властолюбивым бургундским герцогом, заполнившим королевский совет своими ставленниками. Во Франции вспыхнула гражданская война, причём обе стороны, не давая себе труда разобраться в политических симпатиях населения, разоряли и опустошали страну. Противники, не гнушаясь ради собственной победы изменой королю, наперебой призывали себе на помощь англичан, те же, получив возможность вернуть себе потерянное, возобновили вторжение. Непримиримая вражда обеих партий не позволила военачальникам короля объединить силы страны для того, чтобы отразить эту новую вражескую вылазку, результатом стало катастрофическое поражение французов при Азенкуре в 1415 году. Карл Орлеанский попал в плен, старый герцог Беррийский вскоре умер, во главе партии врагов бургундского герцога встал деятельный граф д’Арманьяк, и гражданская война возобновилась с новой силой. Война внесла раскол даже в королевскую семью: если королева Изабелла после некоторых колебаний приняла сторону бургундского герцога, наследник престола, будущий Карл VII, полностью попал под влияние графа д’Арманьяка.

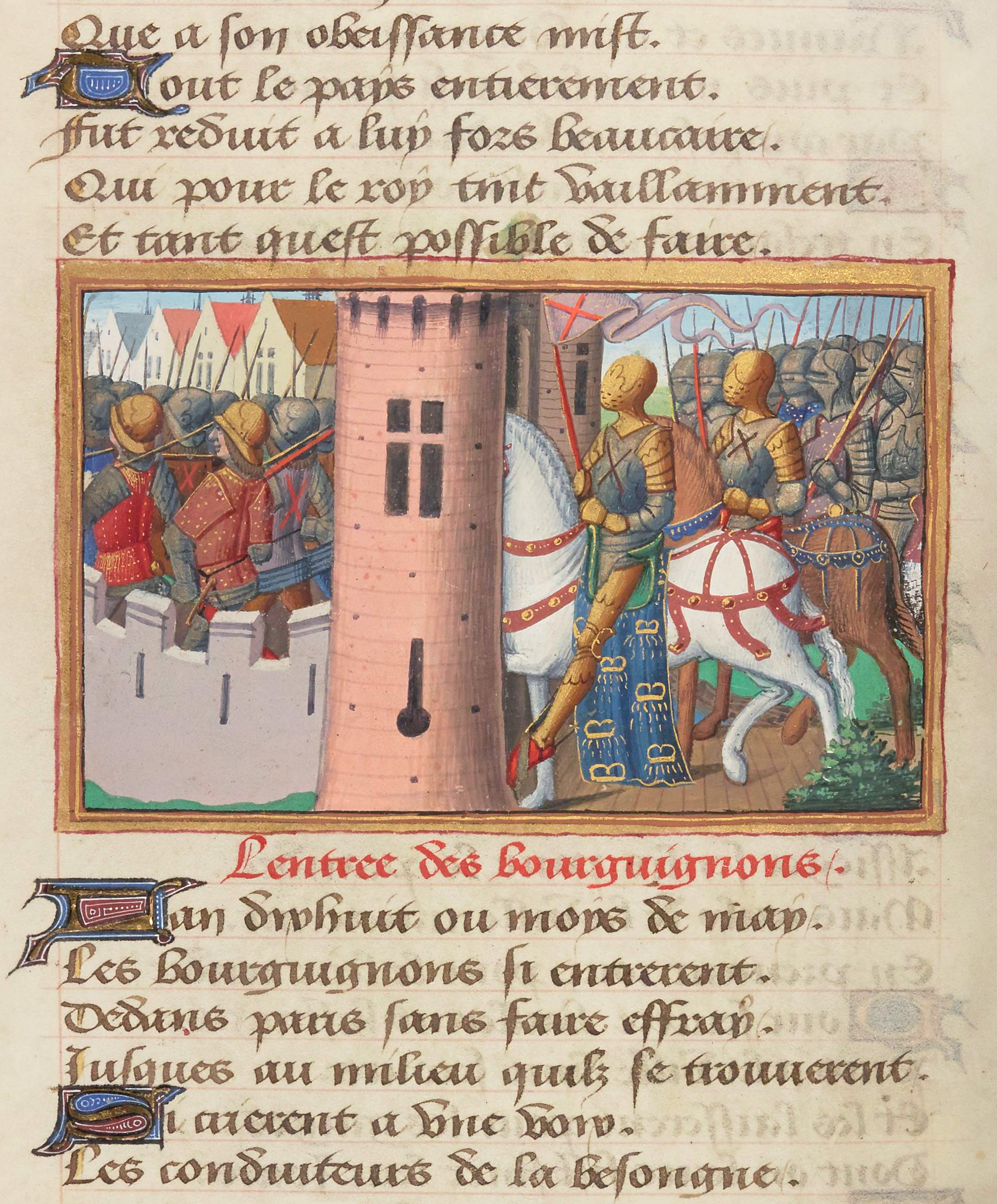
Бургундцы занимают Париж в 1418 году. Миниатюра из «Вигилий на смерть короля Карла VII», XV век

Париж несколько раз переходил из рук в руки. Герцог Бургундский, долгое время удерживавший столицу, правил с помощью обещаний и лести. Стараясь любым способом снискать любовь и преданность парижан, он временно снизил налоги. Однако обещаний реформ, исполнение которых постоянно откладывалось, парижанам показалось мало, и в городе вспыхнул мятеж, известный в истории под названием восстание кабошьенов. Арманьяков и тех, кого подозревали в связи с ними, убивали на улицах, в тюрьме оказались даже брат королевы Людовик Баварский и множество высокопоставленных придворных, обвинённых в казнокрадстве и симпатиях к арманьякской партии. Прево Парижа дез Эссар сложил голову на эшафоте. Герцог Бургундский, понимая, что ситуация выходит из-под контроля и что следующей жертвой может оказаться он сам, решил уступить столицу противникам.
Граф д’Арманьяк, в отличие от него, предпочитал действовать силой. Среди прочего сохранился его характерный ответ городскому купечеству, протестовавшему против попыток графа навязать насильственный денежный «заём»: «Плевать я хотел на ваши рожи — я всё равно приду и возьму!». Измученные войной жители столицы хотели только одного — мира между обеими партиями, желательно, при условии победы герцога Бургундского. Наметившиеся было переговоры между соперничающими партиями провалились, по городу немедленно разнёсся слух, что «арманьяки не хотят мира». Ответом на это известие стал очередной бунт — граф д’Арманьяк был убит, его изуродованный труп выброшен на городскую свалку, солдаты графа изгнаны, дофину чудом удалось бежать. Город вновь открыл ворота Жану Бесстрашному.

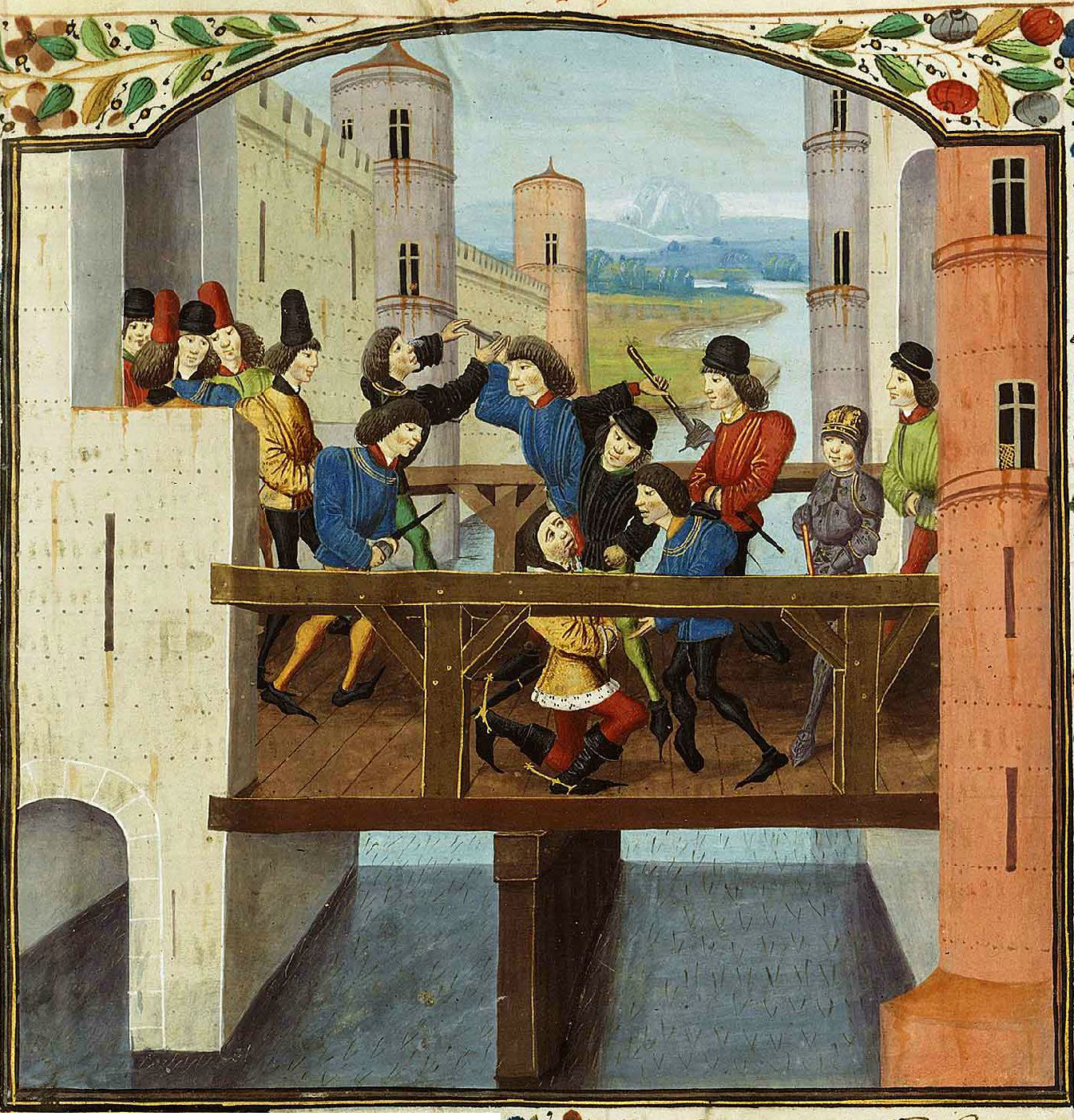
Убийство Жана Бесстрашного на мосту в Монтеро. Миниатюра из «Хроники Монстреле», 1470-е годы

Покинувший столицу дофин организовал свой двор в Бурже (за что получил от англичан издевательское прозвище «буржского князька»). Будущему Карлу VII было в то время 17 лет; неопытный, легко подпадающий под чужое влияние, он начал свою политическую карьеру с ошибки, едва не ставшей катастрофой для страны. Поддавшись уговорам своих фаворитов, жаждавших любой ценой отомстить Жану Бесстрашному за убийство первого руководителя их партии, он позволил заманить его в Монтеро под предлогом переговоров о мире. 10 сентября 1419 года на городском мосту, где должна была состояться встреча, герцог, опустившийся на колени перед дофином, был зарублен одним из приспешников последнего — Танги дю Шателем. Торжествующие арманьяки готовы были выбросить труп в реку, от чего их удалось удержать лишь представителям местного клира.
Карл, понимая, чем может обернуться убийство герцога, попытался договориться о мире с его сыном Филиппом Добрым, уверяя, что вынужден был действовать «из самозащиты», и предлагая «любовь и дружбу» в обмен на отказ от военных действий. Он же продиктовал письмо парижанам, в котором уговаривал их «не менять сеньора и подчиняться тому, каковой назначен им Богом». Однако жители Парижа не желали иметь ничего общего с убийцей Жана Бесстрашного; Филипп Бургундский, не столько мстительный, сколько расчётливый, умевший извлечь пользу из любого положения, предпочёл договориться с англичанами. Союзница Филиппа Доброго королева Изабелла сумела заставить безумного короля подписать договор с англичанами, согласно которому дофин «за многие преступления» отныне лишался права на трон. Наследником становился английский король, под его властью после смерти Карла VI объединились бы обе страны. Закрепляя свою победу, он обручился с дочерью Карла и Изабеллы Екатериной Французской. То, что по Салическому закону «корона никоим образом не могла наследоваться через женщину», было благополучно забыто.
Однако Генрих V не стал королём Франции — в 1422 году он тяжело заболел и вскоре умер, за ним последовал и Карл VI. К власти в столице пришёл энергичный герцог Бедфордский, объявивший себя регентом при шестимесячном короле Генрихе VI. Объединённое англо-бургундское войско, одерживая победу за победой, полностью очистило от арманьяков север Франции и неуклонно приближалось к Буржу — столице опального дофина. Крепости на Луаре пали одна за другой, «буржское королевство» оказалось зажатым между англо-бургундским севером и английской же Гиенью на юго-западе. Англичане осадили Орлеан, последнюю крепость, преграждавшую им путь. В случае их победы, казавшейся неизбежной, под властью Карла реально осталась бы лишь его собственная провинция — Дофине. При буржском дворе царило уныние. В королевском совете уже раздавались голоса, предлагавшие дофину бежать туда, он же сам подумывал о том, чтобы искать убежище в Испании или Шотландии, оставив страну своему победоносному сопернику.

### Жанна д’Арк

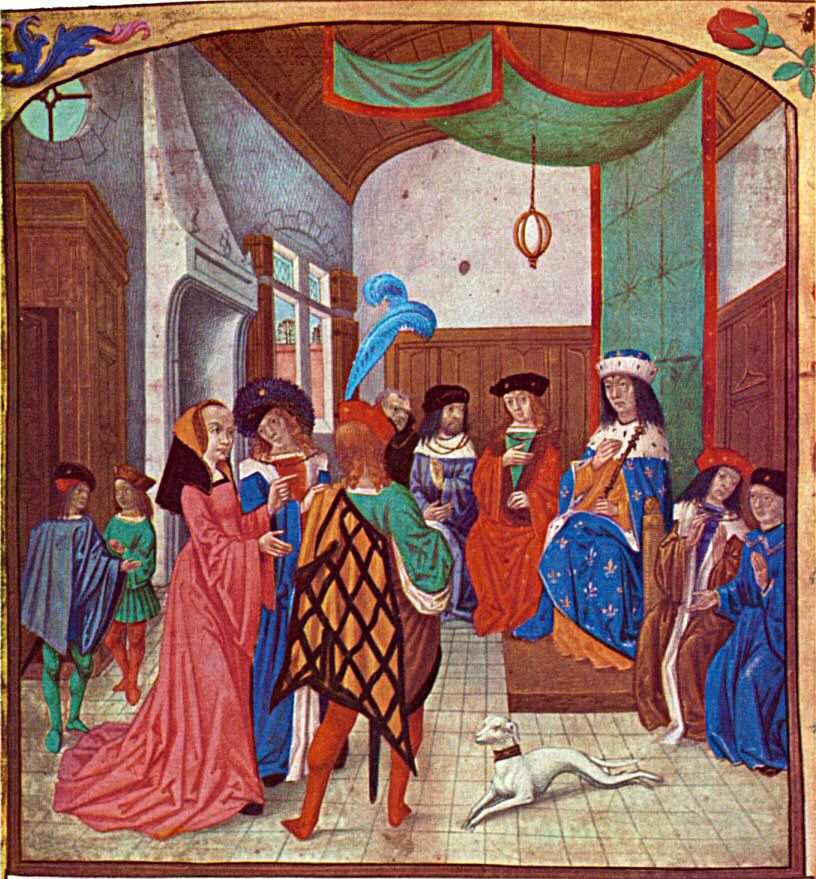
Жанна д’Арк перед дофином Карлом. Миниатюра XV века

По выражению Альфреда Ковилля, «история никогда так близко не смыкалась с чудом» как в том, что касается появления и короткой военной карьеры Жанны д’Арк. Юная девушка из деревни Домреми в Шампани каким-то образом сумела убедить капитана Вокулёра Робера де Бодрикура дать ей вооружённый эскорт и слуг и направить её в Шинон, где в то время находился двор Карла VII. Здесь, сумев уверить нерешительного дофина в том, что она послана Богом, чтобы освободить Орлеан и короновать его в Реймсе, она получила от него небольшой военный отряд и обоз продовольствия, который следовало доставить в осаждённый Орлеан.
В считанные дни Жанне д’Арк удалось снять осаду Орлеана, который уже готов был сдаться врагу, и заставить англичан отступить. Более того, вернувшись к дофину, она вновь сумела уговорить его, а вслед за ним и королевский совет, в необходимости немедленно начать продвижение в сторону «города помазания» — Реймса, где Карлу предстояло стать законным королём страны. Как замечает Бертран Шнерб, автор монографии «Арманьяки и бургундцы, проклятая война», с точки зрения легистов короля, сам факт, что Карл был ныне единственным сыном своего отца, уже делал его королём, но для Жанны и подавляющего большинства населения Франции подобное было невозможно без обряда помазания, делавшего дофина королём-священником, призванным к власти Богом.
Чтобы попасть в Реймс, необходимо было преодолеть всю долину Луары, которая прочно удерживалась противником. Предстояло штурмом или с помощью длительных осад занять такие укреплённые города, как Жаржо, Труа, Мён-сюр-Луар и собственно Реймс. Верный своей политике не раздражать более бургундского герцога, Карл приказал держаться в стороне от Осера и других городов, принадлежавших Филиппу Доброму. И вновь Жанне удалось то, что считали почти невозможным, — Луарская кампания, как её позднее будут называть историки, прошла почти без кровопролития. Города открывали ворота перед войсками дофина или сдавались после короткого штурма. Ранение, полученное Жанной при Жаржо, оказалось неопасным, и, практически не встречая на своём пути противодействия, победоносный Карл оказался в Реймсе.
В Сен-Дени за священным миром, необходимым для обряда, были спешно посланы гонцы под руководством Жиля де Ре, и вновь обошлось без неожиданностей. Сосуд с миром был доставлен в срок и затем так же беспрепятственно возвращён обратно. 17 июля 1429 года дофин Карл принял корону из рук епископа реймсского Реньо де Шартра, с этого момента превратившись для своих подданных в короля Карла VII, чьи законные права на Францию уже ничто не могло оспорить. На церемонии присутствовала Жанна в полном военном облачении с развёрнутым штандартом — честь особая, вызывавшая удивление современников. Бедфорду оставалось горько упрекать себя, что его воспитанник не опередил Карла VII, но изменить случившееся было уже нельзя.
После коронации, пробыв ещё несколько дней в Реймсе, король Карл посетил аббатство Сен-Маркуль в 30 км от города, где ему следовало, согласно обычаю, пробыть некоторое время, творя молитвы, и даровать монаршее исцеление больным золотухой. Однако тот же обычай требовал от монарха, принявшего помазание, отправиться в Сен-Дени, где его ожидала корона Святого Людовика, и вступить в свою столицу под приветственные клики толпы. Таким образом, наступление на Париж казалось вполне логичным и даже неизбежным шагом.
В письме от 16 июля (то есть за день до вступления дофина Карла в Реймс) Бедфорд сообщал английскому королевскому совету: «Уверяют, что, без всякого сомнения, после коронации следующим его намерением будет подступить к Парижу, намереваясь его занять, но с Божьей помощью он встретит там сопротивление». Таким образом, обеим сторонам было ясно, что вслед за коронацией в Реймсе последует наступление на Париж, французский король пожелает вернуть свою столицу.

## Париж в 1429 году

### Общие сведения

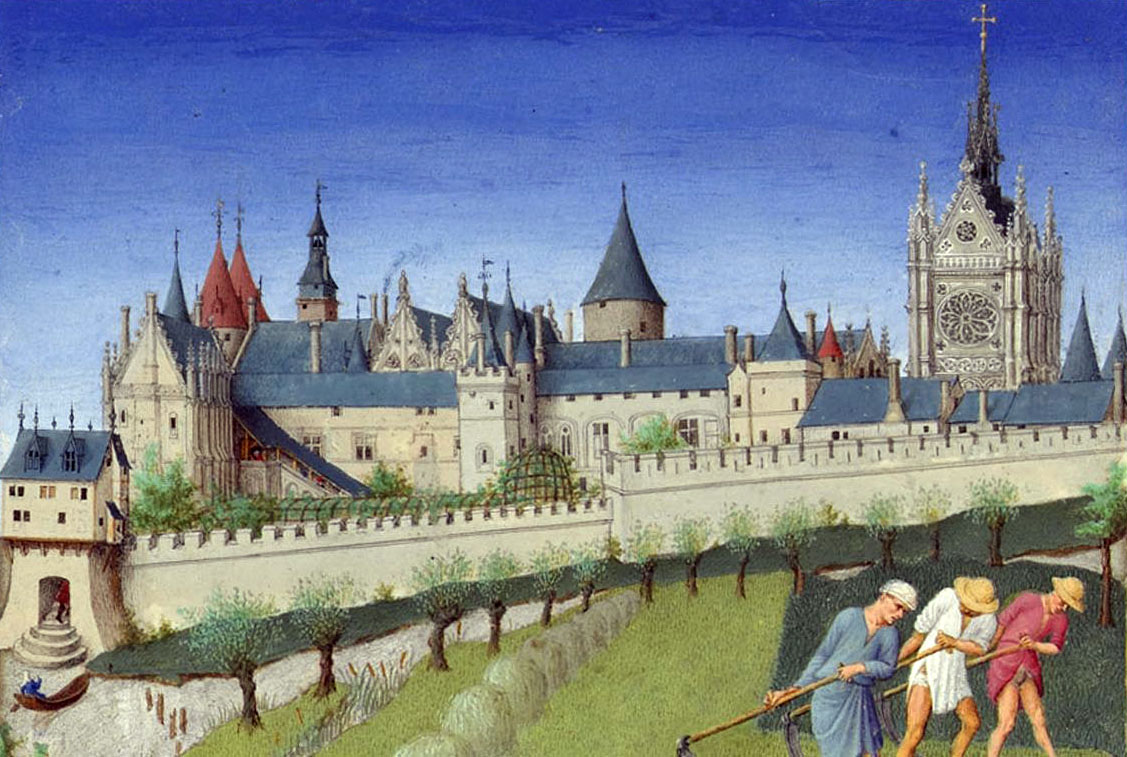
Париж. Вид на старый королевский замок и Сен-Шапель на острове Сите. Фрагмент миниатюры «Июнь» из «Великолепного часослова герцога Беррийского». XV век

По образному выражению Колетты Бон Париж был «мегаполисом» Позднего Средневековья. Его население в начале XV века доходило до 200 000 человек, что делало столицу Франции едва ли не самым крупным городом христианского мира. Город занимал площадь около 439 гектаров, раскинувшись на обоих берегах Сены, связующим звеном между которыми был остров Сите. Этот остров называли «сердцем Парижа»: на нём располагались такие важные строения, как религиозный центр города — собор Нотр-Дам, Дворец правосудия и центры городской администрации.
Левый берег Сены занимали преподаватели и студенты. Парижский университет, один из старейших в Европе, был известен как важнейший и высокоавторитетный центр в области католического богословия, «школяры» со всей Европы занимали огромный Латинский квартал.
На правом берегу селились купцы и ремесленники — мясники, суконщики, торговцы скобяным товаром, рыбаки и другие. На Гревской площади и Крытом Рынке (Аль-де-Шампо) шла оживлённая торговля. Здесь же располагались королевская резиденция Отель Сен-Поль и отели знати. За городскими стенами в многочисленных предместьях выращивали хлеб и разводили виноград. Коммерческие интересы города связывали его с французским севером — Фландрией, Бургундией, Пикардией, товарообмен с которыми осуществлялся по Сене, Уазе и Эне. Город торговал с ними зерном и сукном, процветала также виноторговля, и это ещё сильнее скрепляло союз с герцогом Филиппом Добрым, сюзереном всех вышеперечисленных земель. Интересы рыбной корпорации требовали также постоянных связей с Нормандией, находившейся под контролем англичан, в то время как доходы от торговли по Луаре, с Туренью и Пуату — землями, подвластными Карлу VII, составляли более чем скромную часть городского бюджета.
Однако в первой четверти XV века огромный город переживал не лучшие времена. Конфликт арманьяков и бургундцев, а также война с англичанами, которой не видно было конца, болезненно ударили по благосостоянию парижан. Население огромного города сократилось до 80 000 человек — часть погибла в результате боевых действий или находилась в плену, многие покинули город, переселившись в Бурж, столицу дофина в изгнании. Городская торговля пришла в упадок, бесконечные набеги враждующих партий разоряли предместья, увеличивая и без того немалое количество нищих, озлобленных людей. Неурожаи, бесчинство банд наёмников и дезертиров, из-за чего, как отмечает в своём «Дневнике» Горожанин, обозы с продовольствием, добиравшиеся до Парижа, облагались двойной и тройной пошлиной. Время от времени предпринимавшиеся попытки «арманьяков» перекрыть торговлю по Сене лишали парижан основного источника поставок. В результате цены на съестное, дрова и предметы первой необходимости в особенно тяжёлые годы поднимались едва ли не в пятьдесят раз. В результате разорялись домовладельцы — так как даже повышение цен на жильё в три-четыре раза не спасало от банкротства, зато в свою очередь разоряло съёмщиков. Пустующие дома не были редкостью в столице. Доведённая до отчаяния парижская беднота сбивалась в банды, которые под предлогом «борьбы с арманьяками» грабили в окрестностях города своих и чужих. Иногда эти банды становились настолько опасными, что против них приходилось высылать вооружённые отряды.

### Укрепления и организация городской обороны
Для своего времени Париж был исключительно мощной крепостью. Первоначально построенная при Филиппе-Августе городская крепость защищала правый берег Сены — богатый купеческий квартал. Эта «старая» система укреплений включала в себя две стены, сложенные из тёсаного камня. Высота внешней, строго вертикальной, стены равнялась 9 метрам, а внутренняя была слегка наклонена к ней, пространство между обеими заполнял щебень, перемешанный с цементом. Общая толщина составляла, таким образом, 2,3 метра по верхнему краю и 3 метра у основания. Пространство между двумя стенами, дополнительно облицованное плитами, представляло удобную площадку для часовых и защитников, которые могли оттуда осыпать осаждающих градом камней и стрел. Внешний край стены был снабжён зубцами, с пробитыми между ними бойницами. Стена разделялась на сегменты по 70 метров; по краям каждого из них возвышались цилиндрические башни с верхними площадками, защищёнными зубцами. Диаметр башни в основании составлял около двух метров. Толщина башенных стен равнялась примерно 1,2 м, всего башен насчитывалось 30. В старой стене было пробито семь ворот — Нельские ворота, ворота Бюси, Сен-Жермен, Сен-Мишель, Сен-Жак, Сен-Марсель и Сен-Виктор, их створки были сделаны из дуба. Кроме того, с внешней стороны старая стена опоясывалась рвом, который пришлось бы преодолевать любому неприятелю, прежде чем подойти к собственно укреплениям.
Новую стену принялись возводить в 1356 году по приказу купеческого прево Этьена Марселя. Окончательный вид она приняла при Карле VI Возлюбленном в 1383 году. Новая стена была значительно длиннее прежней, в ней были пробиты шесть ворот (Сент-Антуан-дю-Тампль, Сен-Мартен, Сен-Дени, Монмартр, Сент-Оноре и Новые Ворота). Она также была двойной и увенчивалась зубчатыми башнями, которые предназначались для размещения огнестрельного оружия: кулеврин и бомбард. Перед стеной располагались внешний (сухой) и внутренний, наполненный водой, рвы, ширина каждого из которых равнялась приблизительно 30 метрам. Между рвами располагался вал. Внешние укрепления дополнялись кольцом фортов, предохранявшим подходы к городу. Внутренняя оборона обеспечивалась Бастилией, Лувром и Тамплем. Кроме того, поперёк улиц в случае необходимости натягивались цепи для защиты от вражеской кавалерии.
Ворота, хотя и сделанные из дуба и обитые железом, оставались самым слабым местом в городской обороне и постоянно привлекали к себе внимание властей. В длинной городской стене их было слишком много, уследить за всеми не было возможности, что позволяло потенциальным предателям впустить противника в город на каком-нибудь отдалённом участке. Поэтому постоянной мерой для городских властей была немедленная смена замков и ключей, едва к городу подступал очередной противник. Более того, чтобы упростить оборону, часть ворот попросту замуровывали, вызывая тем самым недовольство жителей из близлежащих кварталов, которым приходилось делать значительный крюк, чтобы попасть на свои поля и виноградники.
Париж разделялся на кварталы, во главе каждого стоял староста. Его обязанностью было выставлять при необходимости заранее оговорённое количество взрослых мужчин. Каждый из кварталов нёс ответственность за охрану своей части стены и должен был поддерживать её в хорошем состоянии. Старосты подчинялись непосредственно городскому капитану, сами же имели в подчинении военачальников низших рангов — пятидесятников и десятников. В Париже имелся и воинский гарнизон, состоявший в 1429 году из 200 английских солдат и бургундского отряда под командованием городского капитана.

### Психологический настрой в ожидании осады

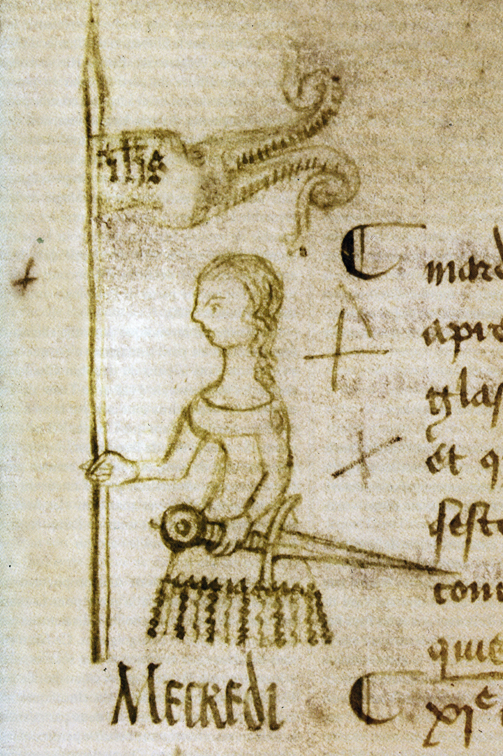
Жанна д’Арк. Рисунок на полях Регистра парижского Парламента, выполненный письмоводителем Клеманом Фокамбергом

Англичан в городе терпели, как неизбежное зло и необходимую защиту от куда более ненавистных арманьяков. Бедфорду ставили в укор неотёсанность, приверженность к грубым развлечениям, таким как свиные драки или поединки слепых. Его людей проклинали и высмеивали за скупость и солдатскую привычку решать любую проблему с помощью грубой силы. Английские солдаты и сами не искали любви новых подданных, наоборот — они вели себя как в завоёванной стране, высмеивая и презирая французские обычаи. Они постоянно ввязывались в ссоры, отказывались платить в тавернах за вино и девиц. . Попытки нескольких королевских советников, таких как будущий судья Жанны Пьер Кошон, призвать армию к порядку посредством строгих наказаний для провинившихся успеха не приносили. Отношение к дофину Карлу было резко отрицательным, в нём видели креатуру арманьяков, дофину ставили в упрёк дружбу с Ла Гиром и его гасконскими наёмниками, говорившими на непонятном для парижан языке и всегда готовыми к грабежу.
Открыто сотрудничали с англичанами и связаны были с ними общими интересами лишь богатейшие купцы и часть городской верхушки. И хотя прямое сопротивление удалось подавить силой оружия, и размах заговорщического движения в пользу арманьяков пошёл на спад (так, в 1429 году казнён за измену был только один трактирщик), глухое недовольство иностранным засильем в городе оставалось. В самом оплоте английской власти в столице — Парижском университете — капитул в той или иной форме постоянно пытался уклониться от навязываемых сверху решений. Это пассивное, но постоянное сопротивление, искоренить которое не представлялось возможным, при первом серьёзном успехе противника могло вылиться и в прямое противостояние. Париж бурно приветствовал заключение договора в Труа, надеясь, что таким образом будет положен конец затянувшейся войне, и жестоко обманулся в этом. Неспособность англичан наконец-то навести порядок и прекратить грабежи и разорение вызывала к ним дополнительную враждебность. Права малолетнего Генриха VI на французский трон представлялись сомнительными; его слишком юный возраст и полная подчинённость обоим дядям, Генриху де Бофору, кардиналу Винчестерскому и Бедфорду, также внушали опасения.
По-настоящему город был предан бургундскому герцогу Филиппу Доброму, однако тот, помня о переменчивом и мятежном духе парижан, доставившем его отцу немало хлопот, старался держаться подальше от столицы. Это вызывало постоянное недовольство горожан, которые чувствовали, что их бросают на произвол судьбы.
В апреле 1429 года в городе, получившем сообщение о победе под Орлеаном, царило уныние. Горожанин, сохранивший в своём «Дневнике» неверные слухи, надежды и страхи, циркулировавшие в среде горожан, пытался утешить себя тем, что отступившая от Орлеана английская армия «взяла  Вандом, как то рассказывают». Этот слух не оправдался, в городе нарастало беспокойство. В то же время в Париж стали поступать сведения о некоей «девице со знаменем», которой французы были обязаны одержанной победой. Гадая о том, кто это мог быть и каким образом ей удалось почти невозможное, письмоводитель Фокамберг сделал на полях Реестров парижского Парламента, которые исправно вёл изо дня в день, свой знаменитый эскиз, считающийся одним из самых ранних изображений Жанны. Для Горожанина всё было ясно — армией короля предводительствует ведьма, предавшаяся дьяволу, которая сумела околдовать английские войска и внушить им ужас перед собой. Дневник рисует образ «жестокой женщины», вооружённой палкой, которую она без всякого сожаления пускает в ход против любого, осмелившегося выразить несогласие. Неверные слухи только усиливали панику.
Парижане с тревогой следили за продвижением армии короля — Компьень, Люзарш, Даммартен и, наконец, Реймс. Каждое новое известие лишь усиливало настроения отчаяния и страха — в Париж дошли известия о битве при Пате, в которой французы под руководством Жанны наголову разбили отборное английское войско под командованием Тальбота и Фастольфа.
Город лихорадило, здесь хорошо помнили страшные рейды «арманьяков»; жители предместий бросили свои дома, кое-как смолотив недозрелый хлеб, и поспешили укрыться за стенами. Время от времени общее напряжение выплёскивалось в приступы ужаса. Запись в «Дневнике» от 20 июля 1429 года свидетельствует:

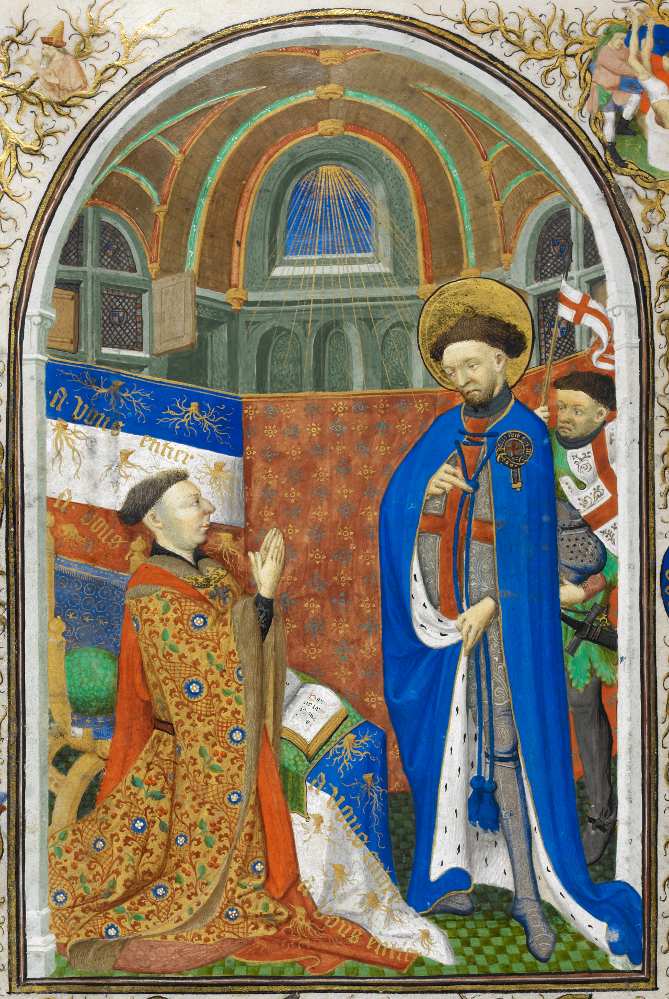
Джон Ланкастерский, 1-й герцог Бедфорд, регент Франции (слева). Миниатюра из «Часослова Бедфорда», ок. 1423 года

Также, во вторник перед праздником Св. Иоанна Крестителя, поднялась паника, кричали, будто арманьяки той же ночью ворвутся в Париж, но ничего не произошло.

### Отношение английских властей к событиям и подготовка к осаде
Для Бедфорда положение осложнялось тем, что англо-бургундский союз был близок к распаду. Бургундский герцог Филипп Добрый, понимая, что с приходом Бедфорда к власти его надежды на регентство потеряны раз и навсегда, отныне заботился исключительно о расширении собственных владений и старался добиться максимальной автономии (а в идеальном случае — полной независимости как от французов, так и от англичан). Осознавая свою силу и необходимость для обеих сторон, каждая из которых желала видеть в нём союзника, этот «великий герцог Запада» пытался при любой возможности стать арбитром в споре сторон, постоянно давая им почувствовать свою от него зависимость. Воспользовавшись просьбами орлеанцев, искавших в последние месяцы осады возможности сдаться ему, а не англичанам, чтобы избежать грабежа и убийств, герцог немедленно попытался прибрать к рукам этот город, но наткнулся на резкий отказ со стороны Бедфорда, сопровождавшийся недвусмысленной угрозой «отправить его в Англию пить пиво». Раздосадованный герцог приказал своим войскам уйти из лагеря под Орлеаном, что во многом ослабило осаждающую армию. Сам Париж, по мнению англичанина, был ненадёжен — некоторое время назад здесь был разоблачён заговор в пользу «арманьяков», да и сами бунты последних лет, с трудом подавленные, говорили не в пользу горожан.
В то время Бедфорду во что бы то ни стало нужно было заручиться поддержкой бургундца. Впрочем, 10 июля, в самый разгар Луарской кампании, когда французские войска постепенно двигались к Реймсу, не встречая на пути сопротивления, напуганный этим герцог спешно прибыл в Париж, где его ждала пышная встреча. Для поднятия морального духа парижан в соборе Парижской Богоматери была проведена церемония присяги на верность делу регента и герцога Бургундского. «Дневник Парижского горожанина» донёс до нас рассказ об этом событии:
И в десятый день названного месяца, в воскресенье, шесть часов спустя после обеденного времени, прибыл в Париж герцог Бургундский и пробыл в городе в течение пяти дней, в каковые пять дней держал весьма большой совет; и далее были устроены общая процессия и весьма пышная церемония принесения присяги в Соборе Парижской Богоматери.
И во дворце приказано было читать письмо или хартию о том, как ранее арманьяки заключили мир при посредстве папского легата, и решено было обеим сторонам простить друг другу все нанесённые обиды, и как о том была принесена великая клятва, каковую произнесли вдвоём дофин и герцог Бургундский, и как они вместе приняли святое причастие, и обоих сопровождала рыцарская свита. И на указанном письме или хартии оба поставили свои подписи и печати, и далее как герцог Бургундский, желавший и алчущий мира в указанном королевстве, готов был сдержать данное обещание и соглашался отправиться в любое место, каковое дофин и его совет соблаговолили бы ему указать. И далее указанный дофин и его совет назвали место, куда ему следовало бы отправиться, и разрешили ему взять с собой десятую часть своих рыцарей, выбрав из них самых верных, и далее как герцог Бургундский, будучи на коленях перед дофином, был предательски убит, как то известно каждому.

После того, как закончили читать указанное письмо, поднялся громкий ропот, и даже те, кто ранее сочувствовал арманьякам, отныне их возненавидели. После того, как поднялся ропот, регент Франции, герцог Бедфордский, приказал всем замолчать, и герцог Бургундский жаловался на то, что мир был предательски нарушен и что отец его был убит, и далее приказали всем присягнуть, что отныне весь народ клянётся хранить верность и преданность регенту и герцогу Бургундскому. А указанные сеньоры клялись честью защищать добрый город Париж.
В городе были усилены дозоры, новым капитаном стал любимый парижанами бургундский сеньор де Л’Иль Адам. В страхе перед возможным предательством спешно был сменён весь корпус эшевенов, новым купеческим прево назначен бывший приближённый Изабеллы Баварской Симон Морье. Ворота Сен-Мартен, откуда ждали возможного приступа, были заперты на замок. Парламент прекратил свои заседания, собираясь лишь на короткое время и только для решения самых неотложных вопросов. Английская казна к тому времени была не в лучшем состоянии, и расплачиваться с бургундцами Бедфорду пришлось бриллиантами (по сохранившимся свидетельствам, их общая стоимость составляла 20 000 турских ливров). Но этих денег не хватало, и жители города недворянского звания были обложены специальным налогом в пользу армии. Попытка добыть средства любым путём привела к тому, что был продан серебряный бюст Святого Дионисия и заложены две мельницы, принадлежавшие соборному капитулу.
Кроме того, постановлено было день за днём служить особую мессу Святой Деве, поручая город её покровительству. Церковные сокровища спешно прятали в тайники на случай, если город будет взят. В соборе Нотр-Дам запасали провизию для того, чтобы здесь при самом тяжёлом исходе каноники смогли пережить буйство солдат. Шесть дней спустя, 16 августа, герцог оставил город, увезя сестру Анну, жену регента, и обещая в скором времени вернуться с новонабранным войском. Герцог направился в Нормандию, однако, остановившись по пути в Лаоне, послал к королю Карлу гонцов с предложением начать переговоры о мире. Регент Бедфорд отправился в Понтуаз, чтобы встретить кардинала Винчестерского, который вскоре должен был высадиться со своим отрядом, собранным для участия в крестовом походе против гуситов. Историк Анри Валлон отмечает, что поведение Бедфорда выдавало смятение и опасения, что Винчестер повернёт назад.

## Обстановка при французском дворе и начало наступления на столицу

### Сомнения
После коронации 17 июля Карл VII начал обдумывать дальнейшие действия. Положение нового короля осложнялось тем, что при дворе опять соперничали две партии, примирение которых было невозможным. «Партия войны», которую представляли капитаны французского войска — Жиль де Ре, герцог Алансонский и Жанна д’Арк, считала необходимым наступление на Париж. Сама Жанна ничуть не сомневалась в успехе. Не отвергая возможность переговоров (незадолго до того Жанна писала герцогу Бургундскому, предлагая ему прибыть на коронацию в Реймс), военные полагали, что надо действовать, причём безотлагательно, чтобы не дать врагу возможности прийти в себя после поражения. Мир, по мнению Жанны, можно было получить лишь «на острие копья», в то время как бургундский герцог станет куда сговорчивей после потери столицы. В какой-то момент Карл, видимо, уже готов был отдать приказ о начале похода. Сохранилось письмо, известное среди историков как «Письмо трех анжуйских дворян к королеве и её матери». Датированное 17 июля 1429 года, оно сообщает, что «завтра король выступит в поход на Париж. Дева не сомневается, что ей удастся привести город к повиновению».
Королевскому решению отчаянно противилась вторая партия — «партия мира», которую возглавляли епископ Реньо де Шартр и королевский фаворит Жорж де ла Тремуйль, возможно, поддерживавший отношения с бургундским двором через своего родственника — Жана де ла Тремуйля. По их мнению, достигнуто было достаточно, и вместо того, чтобы далее испытывать судьбу, следовало заручиться помощью герцога Бургундского и затем действовать уже соединёнными силами. Слабохарактерный король колебался: с одной стороны, попытка «умиротворить» бургундцев соответствовала его собственным желаниям (он постоянно искал сближения с Филиппом Добрым, но все демарши подобного рода проваливались), с другой — возможность овладения собственной столицей казалась весьма соблазнительной.
Дело решило прибытие бургундской делегации под руководством одного из приближённых герцога — Давида де Бримо 17 июля 1429 года, в день коронации. «Анжуйские дворяне» с торжеством сообщают в своём письме, что в скором времени «заключено будет доброе соглашение». В результате тайных переговоров, на которые Жанна предусмотрительно не была допущена, между сторонами было заключено пятнадцатидневное перемирие. В обмен на эту передышку Филипп Бургундский клятвенно обязался сдать Карлу VII Париж. Король принял решение возвращаться на Луару, постаравшись по пути подчинить себе как можно больше городов, готовых выразить ему повиновение. Время было безвозвратно потеряно.

### Отказ от осады и начало движения на юг
Пробыв 4 дня в Реймсе, двор посетил аббатство Сент-Маркуль, как того требовал обычай от каждого короля, недавно принявшего помазание. Следующей остановкой стал Вальи-сюр-Эн, куда прибыли посланцы из Суассона и Лаона, от имени своих городов изъявившие покорность Карлу VII. 23 июля двор остановился в Суассоне, где принял новые депутации от Шато-Тьерри, Куломье, Провена, Креси и Бри. 29 июля король вступил в Шато-Тьерри, 1 августа — в Монмирай и, наконец, 2 августа — в Провен.
По мнению Режин Перну, король был попросту обманут изворотливым бургундцем. Перемирие обрекало армию на бездействие, при том что Бедфорд немедленно воспользовался оплошностью врага. 15 июля, то есть за два дня до того, как бургундская делегация прибыла в Реймс, отряд кардинала Винчестерского, состоявший из 3500 латников и стрелков, высадился в Кале. 25 июля Бедфорд уже привёл их в Париж. Здесь же в английское войско влились и 700 пикардийских солдат под командованием Филиппа Доброго. 2 августа Бедфорд подписал приказ, согласно которому все дворяне английской части Франции и Нормандии в течение месяца должны были со своими отрядами присоединиться к его войску. Желая предупредить французов, он вместе с кардинальским отрядом и собственным, незадолго до того навербованным войском покинул столицу и 4 августа прибыл в Мелён. Вести об этом дошли до короля, и французская армия выступила навстречу англичанам, остановившись у Мотт-де-Нанжи. Но ничего не произошло — Бедфорд не решился на сражение и вместе со своими войсками вернулся в Париж, в то время как французский король продолжал двигаться к Луаре. По мнению «партии мира», королю следовало пересечь реку и, расположившись на противоположном берегу, дожидаться герцога Бургундского.
Однако на подходе к Бре короля ждал неприятный сюрприз — город, незадолго до того изъявивший покорность, был внезапно занят английскими войсками. Этой ситуацией немедленно воспользовались военные — графы Лавальский и Вандомский, герцоги Алансонский и Бурбонский. На сей раз нерешительного короля удалось уговорить вернуться к первоначальному плану и отдать приказ о наступлении на Париж. Сохранилось письмо Жанны жителям Реймса, в котором она сообщает об этом решении, объявляя, что была не слишком обрадована первоначальной задержкой и согласилась с Карлом исключительно для того, чтобы «уважить королевскую честь». В самом скором времени, писала она, движение к Парижу будет возобновлено. Реймсцев обеспокоило намерение короля удалиться на Луару, так как при подобной расстановке сил их город оставался без защиты, чем немедленно воспользовались бы англичане..

### Возвращение

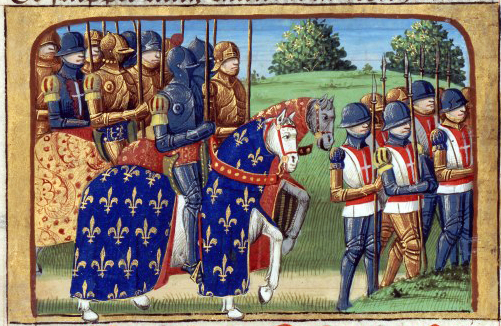
Карл VII во главе французской армии. Миниатюра из «Вигилий на смерть короля Карла VII», XV век

В данный момент желание «армии войны» в чём-то совпадало с намерениями Карла, который, полностью доверяя бургундскому герцогу, готов был идти к Парижу, надеясь, что город откроет ему ворота. Поэтому он приказал повернуть назад и двигаться по направлению к столице, но движение это сопровождалось постоянными промедлениями и остановками в пути. Так, 10 августа двор вновь оказался в Шато-Тьерри, откуда ранее отбыл 29 июля, после чего направился в Крепи и Монтепеллуа, неспешно приближаясь к столице Франции.
Подобные перемены настроения и бесцельные перемещения по достаточно ограниченной территории не нашли себе внятного объяснения среди историков, изучающих этот период времени. Так, Режин Перну предполагает, что виной всему была природная апатичность Карла VII, не жаждавшего военных побед и привыкшего к определённому образу жизни, который ему хотелось сохранить и далее, возлагая надежду на то, что всего удастся достигнуть путём дипломатии и уступок. Французский историк корсиканского происхождения Роже Каратини в свою очередь считает мнение де ла Тремуйля и Реньо де Шартра «голосом трезвого политического рассудка» в противовес «наивности восемнадцатилетней девочки», не имевшей никакого понятия о большой политике. Также, по его мнению, Карл имел основания опасаться за свою жизнь, в самом деле — в череде убийств глав обеих партий — Людовик Орлеанский, Бернар д’Арманьяк, Жан Бесстрашный — следующей жертвой мог оказаться он сам. Кружение на одном месте, когда король и его войско то удалялись, то вновь приближались к столице Франции, Каратини пытается объяснить сложной многоходовой комбинацией, разыгрываемой советниками Карла, «войной нервов», должной сломить бургундского герцога и принудить его к соглашению. Эта «война» по вполне понятным причинам вызывала раздражение военных, рвавшихся в бой. 7 августа двор был уже в Куломье, 10 — в Ферте-Милон и, наконец, 11 — в Крепи-ан-Валуа.

### Несостоявшаяся битва при Нотр-Дам-де-Виктуар
Бедфорд, встревоженный этой переменой, также предпочёл действовать хитростью, желая навязать французам бой в заведомо невыгодных для них условиях и разбить их вдали от столицы. Исполняя задуманное, он вместе с девятитысячным войском переместился в Монтеро, откуда послал Карлу VII, «ранее именовавшему себя дофином, а ныне королём», намеренно грубое письмо, в котором обвинял своего противника в попытках узурпировать трон, отняв его у «законного» короля, а также в том, что его союзниками являются распутная женщина, носящая мужское платье, и еретик, «противный Богу», и, наконец, в убийстве Жана Бесстрашного. Бедфорд предлагал раз и навсегда разрешить спор, померившись силами на поле боя. Расположившись далее в полулье от Санлиса, неподалёку от Крепи-ан-Валуа, где находился французский двор, герцог выбрал для себя надёжную позицию у деревни и аббатства Нотр-Дам-де-ла-Виктуар, само имя которых, по суеверным воззрениям того времени, должно было обеспечить ему победу. Здесь был разбит походный лагерь. Искушённый в битвах, герцог позаботился о том, чтобы окружить его рвом, частоколом и вагенбургом из сцепленных вместе обозных телег. Тыл английской позиции надёжно прикрывала река. Здесь Бедфорд собирался дождаться французской атаки. Он надеялся, что тактика оборонительного боя, давшая прекрасные результаты при Креси и Азенкуре, снова поможет англичанам..

Карл получил письмо 11 августа и, поддавшись гневу, приказал двигаться навстречу англичанам. Французы вошли в Ланьи, откуда к Даммартену и Митри были направлены разведывательные отряды под командованием Ла Гира и других французских военачальников. Тогда же Карл отправил посланцев в Бове и Компьень, выйдя в сопровождении своей армии затем к этому городу. Узнав, что англичане остановились у Санлиса и собираются далее соединиться ещё с несколькими отрядами, идущими им навстречу, он решил разбить их на марше. Затем он выслал для разведки конный отряд под руководством Потона де Сентрайля и Амбуаза де Лоре, а сам поспешил к Барону. Посланцы вскоре вернулись, доложив, что английская армия движется к Санлису, и её можно перехватить на переправе через речку Нонетт. Однако, несмотря на всю спешку, разведчики опоздали, и английская армия уже сумела закончить строительство укреплённого лагеря. Весь день 13 августа прошёл в конных сшибках у городка Тьё, причём на поле боя остался английский капитан д’Орбек и с ним ещё десять или двенадцать конников. 

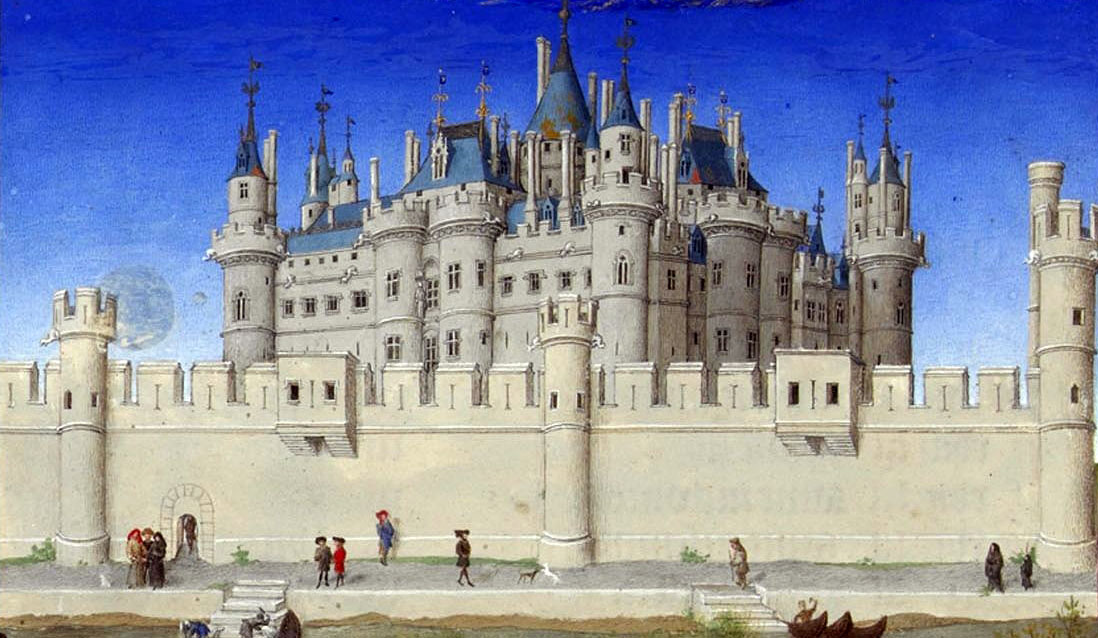
Лувр — оплот осаждённых англичан. Фрагмент миниатюры «Октябрь» из «Великолепного часослова герцога Беррийского». XV век

15 августа подошедшие французы попытались хитростью выманить англичан в поле, изображая притворное отступление, Жанна, развернув свой штандарт, вместе с небольшим отрядом подъезжала прямо к английским позициям, надеясь, что противник поддастся соблазну и погонится за ней, но все ухищрения пропали зря. Дисциплинированная английская армия не собиралась покидать своё убежище. Дело не пошло далее коротких стычек, во время одной из них едва не попал в плен королевский фаворит де ла Тремуйль. Опытный Ла Гир сумел разгадать замысел англичанина и предупредить короля о том, что англичане провоцируют их на лобовую атаку своей сильно укрепленной позиции, что закончится для атакующих неизбежным поражением. Французское войско отошло в Крепи, а Бедфорд, безуспешно прождав до вечера, приказал двигаться к Санлису и наконец вернулся в Париж. Битва опять не состоялась.

### Продолжение франко-бургундских переговоров и английская реакция
Между тем тайные переговоры продолжались. 16 августа Филипп Бургундский принял французскую делегацию под руководством Реньо де Шартра. Герцога представлял Юг де Ланнуа, член королевского совета при малолетнем Генрихе VI. Стремясь к миру любой ценой, король готов был принять все условия, более того — он унижался перед герцогом до такой степени, что предлагал «на всё время жизни последнего» избавить его от вассального подчинения французской короне. Тем временем королю сдался Бове, жители которого изгнали английский гарнизон во главе с графом-епископом Пьером Кошоном, 17 августа Карлу VII были торжественно поднесены ключи от города. 18 августа король со всей пышностью вступил в Компьень и здесь же получил известие, что Санлис открыл ворота его посланцам — графу де Вандому и маршалам де Буссаку и Ла Гиру. 28 августа в Аррас прибыли посланцы Филиппа Бургундского — Жан Люксембургский и епископ Аррасский. Новости, которые они принесли с собой, были неутешительны. Королю в самых общих словах предлагался «мир», для того, чтобы начать подготовку соглашения, воюющие стороны должны были воздержаться от враждебных действий вплоть до Рождества. Перемирие распространялось на земли к северу от Сены до Арфлёра включительно, из него следовало исключить города, расположенные на самой реке и столицу. Также касательно её герцог признавал, что несколько погорячился со своим обещанием, но, оправдывая себя, заявлял, что Компьень достался королю исключительно с его помощью. Более того, герцог объявлял, что при таком положении вещей сможет защищать Париж, не поступаясь своей честью. Становилось ясно, что английский гарнизон держится начеку, Бедфорд, не доверяющий своему двуличному союзнику, окружил его соглядатаями. Как стало известно позднее, англичанин сделал исключительно ловкий ход, предложив Филиппу Доброму принять на себя управление городом — но бургундец был слишком умён, чтобы попасть в ловушку. Отказавшись от сомнительной чести, он предпочёл вместо того назначить парижским прево Симона де Морье, бывшего когда-то приближённым Изабеллы Баварской, а командиром городского гарнизона — любимца парижан графа де Л’Иль Адама.
Король согласился на всё, и 28 августа в Компьене договор был скреплён подписями и печатями обеих сторон. Согласно условиям перемирия, король обязывался в течение 4 следующих месяцев (вплоть до наступления Рождества) не посягать на города, расположенные к северу от столицы, — таким образом, от французов надёжно защищалась Нормандия — основной плацдарм, через который английские войска продолжали прибывать во Францию. В обмен королю оставались города, уже им занятые, кроме того — особой оговоркой из «мирной зоны» окончательно исключались столица и ещё несколько городов по течению Сены. Мирное соглашение предполагалось затем продлить до начала апреля. Кроме того, в самых общих словах Карлу VII было обещано, что в дальнейшем будут начаты переговоры о мире и с англичанами. Несомненно, такое положение было для французского короля во многом проигрышным — это не ускользнуло уже от внимания современников. Так, бургундский хронист Ангерран де Монстреле писал в своей «Хронике», что многие северные города ожидали только подхода армии Карла, чтобы немедленно открыть перед ним ворота. Однако, с другой стороны, нейтралитет герцога Бургундского, отчаянно необходимого ныне регенту Франции, чтобы удержать завоёванное, также значил немало.
Что касается пункта, исключавшего столицу из списка «мирных земель», этот момент является камнем преткновения для современных историков. Если Бернард Шнерб предпочитает просто констатировать факт, оставив его без объяснения, Роже Каратини, со своей стороны, полагает, что, зная о неприступности столичных укреплений, бургундский герцог предполагал сделать из столицы заслон, о который разобьются завоевательные устремления французов, причём Карл, разделяя его мнение, препятствовал с самого начала планам осады как совершенно невыполнимым и политически проигрышным. Анри Гийемин, не боящийся выводов столь смелых, что Режин Перну даже назвала его сочинение о Жанне «антиисторией», выдвинул предположение, что речь идёт о секретном пункте, внесённом в договор с молчаливого согласия обеих сторон. Париж должен был, по его мнению, стать могилой для Жанны, которая, таким образом, завершила бы свою военную карьеру на героической ноте, окончательно выполнив своё предназначение и освободив от своего присутствия Карла, который после коронации уже не нуждался в её помощи.

## Осада

Главные ворота и башни средневекового Парижа. XV век

Тем временем города Иль-де-Франса и Пикардии продолжали один за другим изъявлять покорность Карлу VII. Жанну не радовали эти приобретения, которые могли быть столь же легко потеряны. Единственным залогом победы, по её мнению, должно было стать взятие Парижа. В конце концов она решилась поступить так же, как во время Луарской компании, — увлечь за собой вечно сомневающегося короля. По воспоминаниям герцога Алансонского, она пригласила его к себе и объявила: «Мой добрый герцог, извольте поставить в известность своих людей, а также иных, каковые находятся в подчинении у прочих капитанов, что я желаю увидеть Париж с куда более близкого расстояния, чем то мне доводилось ранее». 23 августа Жанна и герцог Алансонский покинули Компьень и во главе своих войск направились к столице. К ним присоединился ещё один отряд, стоявший в Санлисе. Тремя днями позднее они достигли Сен-Дени. Полупустой город, откуда поспешно бежали в Париж все представители власти и клира, был взят без сопротивления. Король волей-неволей вынужден был последовать за войском, так как все до единого отряды, бывшие в его распоряжении, выразили желание присоединиться к ушедшим. За королём против собственной воли следовал двор. Персеваль де Каньи говорит, что «он двигался с великой неохотой, ибо ему, по-видимому, советовали нечто противоположное желаниям Девы, герцога Алансонского и прочих, что были с ними». 28 августа Карл достиг Санлиса, где вновь задержался на два дня.
Герцог Бедфордский был вынужден вновь оставить столицу — в Нормандии, испытавшей всю тяжесть английского правления на протяжении долгого времени, зрело недовольство, Бове и Омаль открыли свои ворота посланцам Карла VII; в провинции был раскрыт заговор, целью которого было сдать французам Руан. Для защиты города оставались Людовик Люксембургский, епископ Теруана, канцлер регентского двора, рыцарь по фамилии Рэдли, а также капитан города Л’Иль Адам. В подчинении у них состояло 2000 англичан, бургундский отряд и городское ополчение.
Париж спешно готовился к обороне. Двадцать четыре старосты кварталов были заняты укреплением ворот; на стены выкатили орудия, туда же подняты были корзины с камнями, отряды горожан очистили рвы и возводили укрепления как внутри, так и снаружи города. Чтобы подхлестнуть их пыл, англичанами был пущен слух, будто король Карл пообещал отдать город на поток и разграбление, побуждая расправляться с жителями без различия пола и возраста, и в конечном итоге сравнять столицу с землёй («во что поверить представляется сложным», — тактично заметил письмоводитель парижского Парламента Клеман де Фокамберг). Однако находились и те, кто верил. Парижане готовились стоять до конца.
По традициям того времени, герцог Алансонский попытался начать переговоры, направив несколько учтивых писем к городским эшевенам и прочим должностным лицам с предложением сдать город, чтобы избежать кровопролития. Как и следовало ожидать, они остались без ответа. Французское войско подступило к городу с северной стороны, на пути грабя и предавая огню предместья. 26 или 27 августа у стен города завязались первые бои. Если верить «Реестру собора Нотр-Дам», осаждающие достаточно скрупулёзно подготовились к штурму. 300 обозных телег везли вслед за армией Жанны 650 осадных лестниц и 4000 корзин с землёй (т. н. «туров»), которые должны были защищать осаждающих от стрел и метательных снарядов противника, а также горючие материалы, необходимые для поджога городских сооружений. Кроме того, осаждающие загодя приготовили огромное количество фашин, «каковыми собирались засыпать парижские рвы» (отметил в своём дневнике Горожанин). У них также были в достаточном количестве кулеврины и пушки.
Тогда же, 26 августа, Людовик Люксембургский пригласил к себе должностных лиц двора и столицы (прево Парижа Симона Морье, городского епископа, представителей Счётной палаты, приоров монастырей и т. д.), которым следовало вновь присягнуть на верность английскому королю. Затем, по приказу Людовика, два магистрата должны были методично обойти все церкви и монастыри, принимая такую же присягу у представителей клира, — безразлично, духовных или светских.
Конец месяца ознаменовался конными сшибками, особенно ожесточёнными у мельницы возле ворот Сен-Дени, где, по свидетельству Персеваля де Каньи, летучие конные отряды сходились между собой по два-три раза в день. Постоянно присутствуя при этом, Жанна вместе со своим штабом пыталась оценить вооружение и тактику парижан, а также состояние городской обороны. Как правило, рядом с ней всегда находился герцог Алансонский. Штурм задерживался ввиду того, что король не спешил присоединиться к войску. Направленные к нему письма оставались без ответа. 1 сентября герцог Алансонский сам отправился в Санлис, но ничего не смог добиться. Повторив свою попытку 5 сентября, он наконец смог уговорить слабохарактерного монарха начать действовать. Войска, стоявшие под Парижем, бурно радовались этому известию. На следующий же день (6 сентября) отряд, стоявший в Сен-Дени, переместился в Ла-Шапель, поближе к городу. Солдаты не сомневались в успехе, уверяя друг друга, что «Она водворит короля в Париж, ежели на том сумеет настоять». 7 сентября («к обеденному времени») король наконец-то прибыл в Сен-Дени, и этот же день ознаменовался особенно жестоким столкновением, в котором победу одержали парижане. Толпа на стенах громко аплодировала победителям). В этот же день в Париже, ожидавшем штурма, был организован крестный ход к церкви Св. Женевьевы «что на горе», во главе процессии несли частицы Животворящего креста.
Первые бои у ворот Сен-Дени убедительно показали, что с этой стороны город защищён особенно надёжно — что было совершенно не удивительно, так как, зная, что войско арманьяков прибудет из Сен-Дени, парижане ожидали атаки именно с этой стороны. Потому для следующей атаки были избраны ворота Сент-Оноре в старой части города. Штурм должен был начаться на следующий день — точнее, на подобном решении настаивала Жанна, уставшая от бесконечных проволочек, в то время как остальные французские капитаны считали, что можно и на этот раз обойтись короткой стычкой. Уверенная в своём воздействии на солдат, она собиралась увлечь их за собой «за ров» — и почти преуспела. В день Рождества Богородицы, 8 сентября, в 8 часов утра, сразу по окончании утренней мессы, французская армия, отправившись из деревни Ла-Шапель, где расположился штаб, разделилась на два отряда: первому, под руководством Жанны, следовало идти вперёд, второму, во главе с герцогом Алансонским и графом Клермонским, — прикрывать атакующих от возможной вылазки. Удар был направлен против ворот Сент-Оноре на северо-западе столицы.
Хроники того времени перечисляют капитанов королевской армии: герцог Алансонский, герцог де Бар, граф Клермонский Жан де Бурбон, граф Вандомский Луи де Бурбон, граф Ги де Лаваль, Жан де ла Бросс — маршал Сен-Север, маршал Жиль де Ре, Ла Гир, Рауль де Гокур — бальи Орлеана — и другие. Что касается количества солдат, то, по свидетельству нотариуса апостолической канцелярии Кошона, «их было тридцать или сорок тысяч, как то французов, геннегаугцев, уроженцев Льежа и Бара». Парижский Горожанин даёт цифру в 12 000 человек; Вальтер Бауэр, один из шотландских наёмников в армии короля, говорит о 10 000 человек.

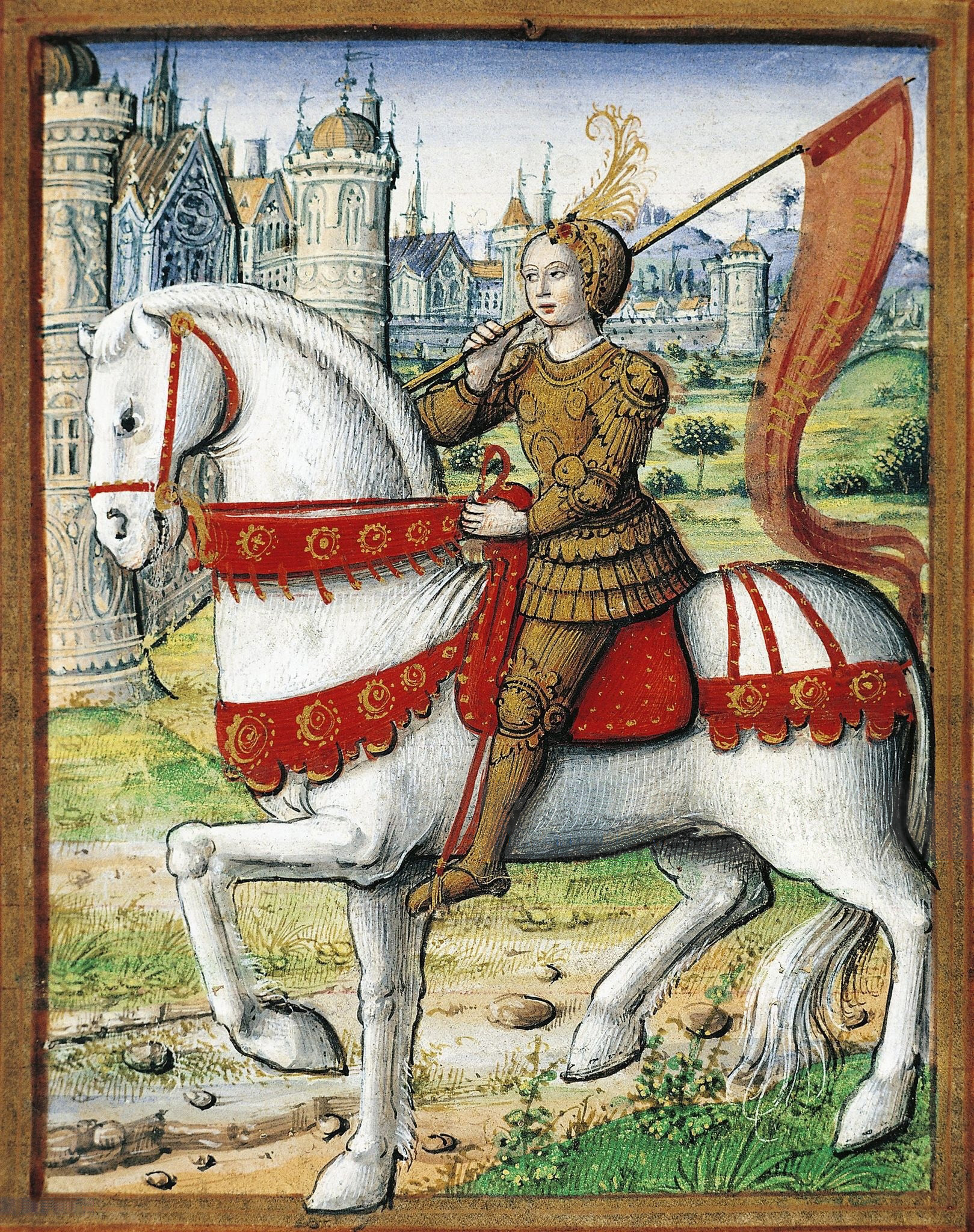
Жанна д’Арк на коне под стенами города. Миниатюра из Les vies des femmes célèbres Антуана Дюфура. Франция, 1505 год

Атакующих встретил со стены град стрел и камней, но несмотря на это, французы уверенно продвигались вперёд. Артиллерия осаждающих била по городу прицельно и метко, подавляя огонь со стен. Жанна, размахивая флагом, требовала от парижан «сдать город королю Франции». Несмотря на то, что со стен в ответ неслось «шлюха!», наслышанные о её беспрестанных победах защитники города были жестоко напуганы. Парижский горожанин с негодованием писал об этом: «отродье в женском облике… Кто она есть на самом деле — одному Господу ведомо». Отрядам под её руководством удалось сходу захватить прикрывавшую город линию фортов, преодолеть первый (сухой) ров и вал. Ворота города оставались закрыты, парижане так и не осмелились на вылазку. У рва, наполненного водой, солдаты остановились. Промерив глубину древком знамени, Жанна приказала принести фашины, специально приготовленные для штурма. Тогда же некий лучник, оставшийся неизвестным, прострелил ей бедро навылет. Парижский горожанин, описывая эту сцену, не скупится на бранные выражения, которыми этот неизвестный осыпал Жанну. Также он рассказывает о гибели некоего пажа или знаменосца, её сопровождавшего, «о чём Дева и герцог Алансонский сокрушались и говорили, что лучше бы им потерять XL из своих лучших людей» — но сведения эти не подтверждаются более никем.
Удивляясь тому, что ров, заполненный водой, оказался для Жанны «сюрпризом», Оливье Анн задаётся вопросом, не было ли измены в самом войске и не нашлось ли среди самих французских капитанов сторонников «мирной партии», которые, руководствуясь тайным приказом, должны были помешать взятию города. Или быть может, в самом Париже заговорщики собирались открыть ворота армии Жанны, но по каким-то причинам не решились выступить. В любом случае размышления подобного рода остаются на уровне догадок. Подтверждением возможного существования подобной оппозиции являются слова де Фокамберга о том, что с начала штурма на стене поднялось смятение, поднялись крики, что «город взят» и каждый отныне должен думать лишь о своём спасении, в самом городе с церковных папертей кричали, что неприятель ворвался в Париж, горожане запирались в домах. Среди парижан также не было единства, так анонимный автор «Дневника Орлеанской Осады…» отмечает, что в самом городе множество влиятельных и знатных людей готово было подчиниться Карлу VII>. Серьёзный натиск мог решить судьбу города — однако уже темнело, и французские командиры, полагая, что войска слишком измотаны приступом, а Жанна не сможет долго держаться на ногах, дали приказ к отступлению. Но Жанна, оставшись одна на краю рва, отказывалась уходить и призывала королевских солдат продолжать атаку. В конечном итоге Гокуру и Жану Алансонскому силой пришлось увести её от стены и, посадив на коня, доставить во французский лагерь в Ла-Шапель. Слух о ранении Жанны произвёл также угнетающее впечатление на другие отряды, которые — порой беспорядочно — принялись отступать.
Жанна по-прежнему не желала считать дело проигранным; на следующее утро, чуть свет поднявшись с постели, она отправилась к герцогу и принялась убеждать его немедленно приказать горнистам играть сбор, седлать лошадей и начинать новый приступ, обещая, что город непременно будет взят. На этот раз герцог Алансонский, а вслед за ним и несколько других капитанов были готовы идти до конца — в то время как другие во главе с Жилем де Ре отказались от немедленного штурма. На сторону французов перешли также барон де Монморанси и вместе с ним 50 или 60 парижских дворян, влившиеся в отряд нападающих. Наступление должно было на этот раз начаться с юга, где река подступала близко к стенам. Атака с этой стороны застала бы защитников врасплох, но на подходе к реке войско ждал неприятный сюрприз — мост оказался разрушен. Как выяснилось позднее, это было сделано по приказу Карла VII. Ничего иного предпринять уже не удалось, так как в лагере появились граф Клермонский и Рене Анжуйский, принёсшие с собой королевский приказ всем капитанам немедленно прибыть в Сен-Дени вместе со своими войсками. Ни о каком неповиновении королю не могло быть даже речи, и в тот же день французское войско снялось с лагеря и отошло в Сен-Дени. Парижский горожанин торжествовал:
Парижане воспряли духом и так их угостили из пушек и других метательных машин, что заставили отступить, снять осаду и уйти от Парижа; те, кто первыми отступили, могли почитать себя счастливчиками, потому что у парижан были большие пушки, которые били от ворот Сен-Дени до самых ворот Сен-Ладр и поражали их в спину, так что у них многие обезумели от страха; так их обратили в бегство, но никто из парижан не отважился выйти из города и преследовать их, из страха перед засадами. А они, отступая, сожгли ригу, что принадлежала отцам матюренам, что возле деревни Поршероны, и в этом огне сожгли своих мёртвых, а их было огромное количество, которые погибли во время осады, а потом были вывезены на лошадях, как то было в старину в обычае у римских язычников… И весьма проклинали свою Деву, которая им обещала, будто они без всяких усилий возьмут приступом Париж, и что она войдёт в него той же ночью вместе со всеми ними, и все обогатятся за счёт имущества горожан, а всех тех, кто им захочет сопротивляться, зарубят мечами или сожгут в их же домах … так были наказаны арманьяки за то, что начали резню и убийство в день Рождества Святой Богородицы.
Следует заметить, что пытаясь найти объяснение странному эпизоду с трупами, сгоревшими в риге, Оливье Анн предполагает, что в ней начался пожар, и часть нападающих погибла.
Отступление началось, по свидетельству Фокамберга, около 11 часов вечера. Французы бросили здесь всё осадное снаряжение, забрав с собой лишь часть телег для перевозки раненых. Оставшиеся телеги подожгли, чтобы они не достались врагу («ибо на месте этом, — отметил секретарь капитула собора Нотр-Дам, — найдено было затем порядка сотни колёс»).
Двор ещё несколько дней пробыл в Сен-Дени, «в каковом городе король возведён был на престол согласно обычаю», по словам Тома де Базена. 13 сентября Карл дал приказ покинуть город, где временно должен был для прикрытия отступления задержаться небольшой отряд под командованием графов Клермонского, Вандомского и адмирала Франции де Кюлана. Карл объяснял своё внезапное решение необходимостью соблюсти перемирие, заключённое ранее с герцогом Бургундским. Оставляя Сен-Дени, Жанна, как того требовал обычай, преподнесла свои доспехи в дар Богородице и Святому Дионисию. Попытка завоевания столицы окончательно провалилась. Опечаленную неудачей Жанну пытался подбодрить Потон де Сентрайль, резонно замечая, что бессмысленно скорбеть о том, что нельзя изменить: «Не мы заседаем в королевском совете, зато наше дело вести в поле войска».

## Причины неудачи

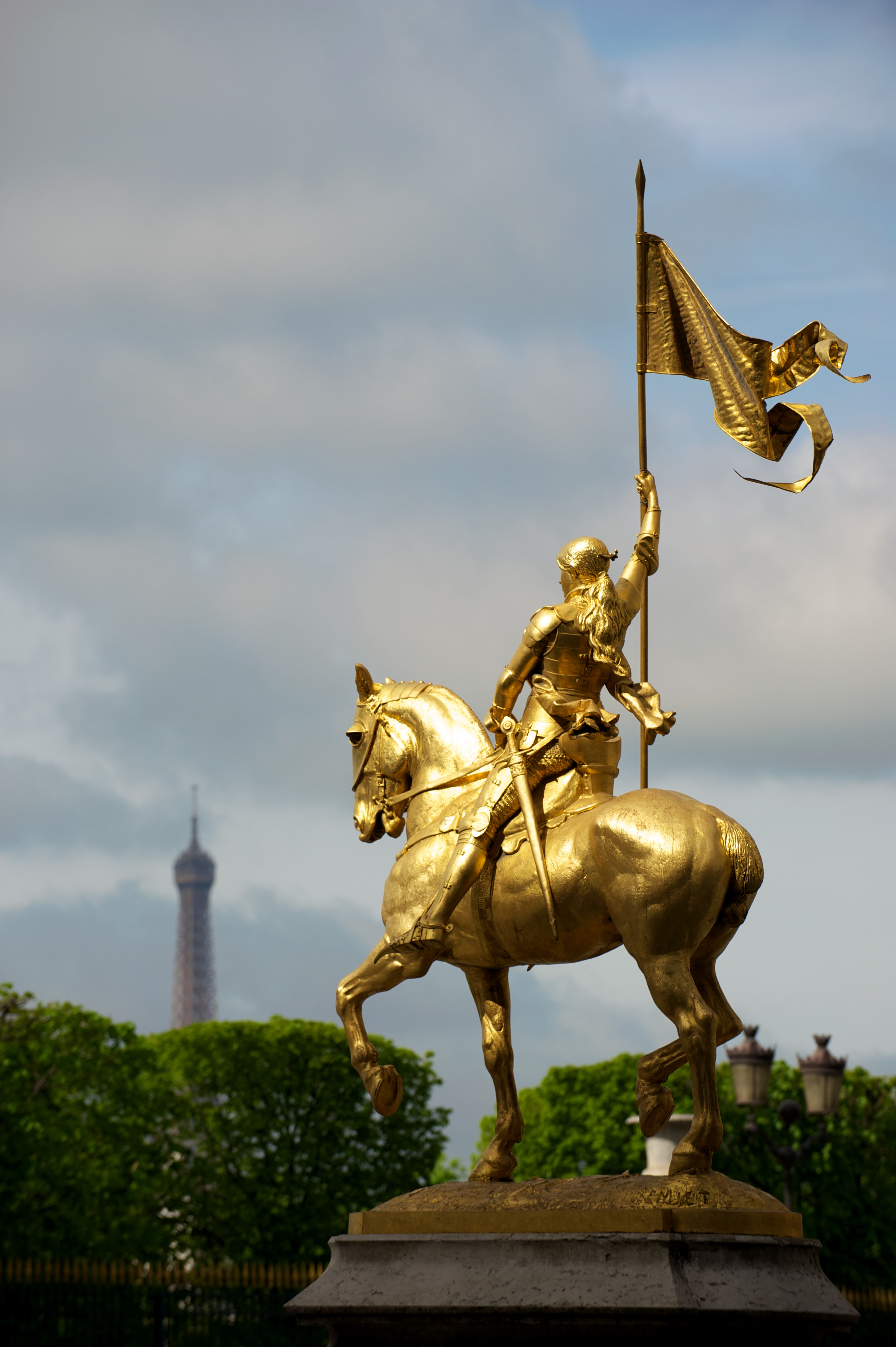
Статуя Жанны д’Арк на улице Риволи. Париж

Первое поражение «божьей посланницы», которая согласно понятиям того времени должна была неизменно побеждать, произвело ошеломляющее впечатление на современников. Французы ломали голову над вопросом, является ли эта неудача временной, ввиду того, что Жанна неправильно поняла приказ Всевышнего, или по какой-то причине Бог отступился от неё уже навсегда. Вспоминали незадолго до того случившуюся историю, когда Жанна, в очередной раз выгоняя прочь из лагеря девиц лёгкого поведения, принялась угрожать одной из них мечом, «весьма милосердно и мягко говоря, что ежели та появится вновь, она совершит нечто, каковое той придётся совсем не по нраву» По замечанию Оливье Анна, Мишле, историк начала XX века, ошибочно утверждал, что меч был сломан о спину этой девицы, в то время как современные исследователи этого мнения не разделяют. Так или иначе, меч, по приказу «небесных голосов» обнаруженный Жанной во Фьербуа и сопровождавший её вплоть до Парижа, каким-то образом оказался сломан, причём починить его было уже невозможно. Обломки меча семья д’Арк долгое время хранила как реликвию — но после поражения под Парижем войска увидели в этом недоброе предзнаменование.
Впрочем, подобное объяснение удовлетворяло отнюдь не всех современников событий: в частности, Тома Базен, писавший свою «Хронику» через пятьдесят лет после событий, прямо обвиняет в поражении «неблагодарность сильных мира сего», и эта точка зрения разделяется многими современными исследователями.
По мнению Оливье Анна, причиной поспешного отступления от Парижа по королевскому приказу были огромные потери среди осаждающих, оцениваемые им как 500 погибших и 1000 раненых, среди которых оказалась и сама Жанна, лишь через пять дней сумевшая окончательно оправиться. Анри Куже в свою очередь замечает, что цифры эти далеко не безусловны. Хроники сильно расходятся между собой в этом вопросе, вплоть до того, что «Дневник Орлеанской осады…» констатирует, что «многие были ранены, но никто не погиб». Он же винит в провале наступления плохую подготовленность войска и саму «импровизированность» атаки, которую даже отказывается признать штурмом, полагая её одной из многих стычек между двумя армиями.
Анри Валлон, со своей стороны, возлагает вину за происшедшее на бургундского герцога, возобновившего свои обещания, а также на двор Карла VII, «позволивший Жанне снять осаду с Орлеана, неохотно сопровождавший её в Реймс и прямо проваливший её попытку занять Париж». По его мнению, король стал прямо опасаться постоянно растущего авторитета Жанны среди солдат. Париж мало было занять, его требовалось удержать — таким образом, оказавшись в своей столице, король рисковал стать игрушкой в руках военных, этого не желали ни Карл, ни его окружение.
Несомненным остаётся то, что чем далее, тем более Жанна вольно или невольно противопоставляла себя предрассудкам и обычаям века, «самовольно» вмешиваясь в такие почитавшиеся ранее чисто мужскими дела, как война, политика или богословие. Для англичан, со времени орлеанской осады объявивших Жанну ведьмой и ставленницей дьявола, околдовавшей их солдат, ситуация прекрасно укладывалась в эту схему. Дьявол, как ему и полагалось, предал её, и Бог, таким образом, восторжествовал. Французское духовенство, которому волей-неволей также пришлось столкнуться с вопросом, как объяснить это поражение, нашло ему иную причину: по мнению французских епископов, Жанна, посланная Богом для освобождения страны, возгордилась, «противопоставив Божьей воле свою», за что и была наказана. Духовенство сравнивало её с праматерью Евой, также созданной Богом, который возлагал на неё определённые надежды, и также не оправдавшей чаяний Всевышнего.
Сама Орлеанская Дева, когда во время инквизиционного процесса ей был задан вопрос, как отнеслись голоса к её попытке захватить Париж, отвечала, что они никогда не касались этого вопроса («не побуждали и не запрещали»). Наступление было предпринято ею по желанию войска и неких «добрых людей», намеревавшихся поднять в Париже восстание, — другое дело, что в некий, не уточнённый момент она получила предупреждение о скором плене, после чего пала духом и потеряла интерес к военным действиям, в дальнейшем лишь пассивно подчиняясь требованиям своих капитанов.

## Последствия
Несмотря на то, что для военной карьеры Жанны неудача под Парижем оказалась гибельной, а Карл Французский, в очередной раз поддавшись на уговоры бургундца, потерял возможность подчинить себе «множество добрых городов», неудавшаяся осада столицы имела и множество отдалённых последствий, косвенным образом сыгравших на пользу французскому королю.
Так, охлаждение, наметившееся в отношениях между герцогом Бедфордским и Филиппом Бургундским, продолжало усиливаться. Сразу после отступления французских войск, понимая, что завоёванное ускользает из рук, и пытаясь хотя бы удержать Нормандию, оплот английского владычества, Бедфорд отправился в Руан. Перед отъездом он, наконец-то уступив настоятельным советам кардинала Винчестерского, назначил Филиппа Бургундского регентом Франции при малолетнем короле Генрихе VI, предоставив ему столицу в качестве резиденции. Казалось, что сбывается мечта о власти над страной, за которую боролись отец и дед бургундского герцога, — но времена давно переменились, и подобная сомнительная честь в новых условиях никого не могла ввести в заблуждение. Если при безумном Карле VI регент был королём без короны, богатевшим за счёт королевской казны, то сейчас Филиппу полагалось воинской силой защищать страну для девятилетнего короля, целиком подвластного обоим дядям, подчиняться приказам из Лондона и, наконец, — оставить пост, когда Генрих достигнет совершеннолетия. Филипп был слишком умён, чтобы подвергать себя риску ради англичан. Приняв предложенное, он, верный политике обмана обеих сторон ради соблюдения собственной выгоды, продолжал вести переговоры с посланцами Карла VII. Бедфорд, которого уже ничего не удерживало в Париже, уехал прочь, уводя за собой войска. Филипп также в скором времени отправился в Бургундию, посоветовав парижанам в случае, если арманьяки вновь подступят к городу, «защищаться самым лучшим к тому образом». Для горожан результатом сомнительной «победы» стало то, что их бросили на произвол судьбы. Семь лет спустя, 13 апреля 1436 года, парижане сами откроют ворота бастарду Орлеанскому, коннетаблю Ришмону и войскам бургундского герцога, успевшего к тому времени выбрать себе нового союзника. Вместе с последними приверженцами английского короля из города под свист и улюлюканье толпы с позором отбудет судья Жанны — епископ Пьер Кошон. Судьба столицы, таким образом, решится уже окончательно.

## Память
Как и прочие французские города, Париж хранит память о святой Жанне, освободительнице Франции. В XVIII веке парижская крепость была снесена. Предместье Сент-Оноре, где селились когда-то булочники, тогда же было поглощено растущим городом. На месте, где находились ворота Сент-Оноре, располагается площадь Пале-Рояль. На фасаде кафе де ла Режанс (фр. café de la Régeance) находится мемориальная табличка, объявляющая посетителям, что здесь Жанна была ранена стрелой из арбалета.
Важная реликвия, связанная с именем Жанны, — сохранившийся «полный воинский доспех белого цвета». Он не принадлежал ей, но достался в качестве трофея. Доспех был снят с одного из пленённых Жанной во время осады вражеских воинов. По обычаям того времени, раненый в бою человек должен был сделать приношения одному из святых в знак благодарности за то, что остался жив. Белый доспех был пожертвован Жанной Святому Дионисию. В Новое время он был перенесён из базилики Сен-Дени в Музей Армии в парижском Доме Инвалидов, где и хранится ныне.

## Комментарии
1. ↑  Это имя в переводе с французского языка значит Аббатство Богоматери Победоносной.